# Xenosaga
Xenosaga (ゼノサーガ, Zenosāga) é uma série de jogos eletrônicos criada por Tetsuya Takahashi, desenvolvida pela Monolith Soft e publicada pela Namco. Ela faz parte da metassérie Xeno e segue a história de um grupo de personagens enquanto enfrentam uma espécie alienígena hostil chamada gnosis e facções humanas lutando pelo controle do Zohar, um artefato conectado com a energia poderosa U-DO. As jogabilidades dos vários jogos são bem similares entre si, envolvendo os jogadores progredindo por uma narrativa linear e enfrentando inimigos por meio de um sistema de combate por rodadas.
Takahashi concebeu Xenosaga como um sucessor espiritual para seu jogo anterior, Xenogears. Ele deixou seu emprego anterior na SquareSoft e fundou a Monolith Soft com o auxílio na Namco, contratando vários membros da equipe de Xenosaga como sua esposa Kaori Tanaka. A série foi entregue para uma equipe mais jovem depois do lançamento do primeiro jogo e Takahashi assumiu uma função de supervisor. O roteiro passou por várias mudanças e a estrutura original de seis partes foi cortada pela metade. Xenosaga fez grande uso de mitologia bíblica e elementos das obras de Carl Jung e Friedrich Nietzsche.
A recepção dos títulos de Xenosaga foi em sua maior parte positiva, porém críticos e jornalistas comentaram que a série era muito ambiciosa. O primeiro jogo teve bons números de vendas, porém a franquia como um todo foi uma decepção comercial. O primeiro jogo também recebeu um mangá e uma adaptação em anime. A moral da Monolith Soft ficou abalada ao final da série, assim Takahashi e outros membros da equipe começaram um novo projeto a fim de levantar a auto-estima do estúdio, que acabou tornando-se Xenoblade Chronicles. Personagens da série Xenosaga já apareceram em vários outros títulos crossover.

## Títulos

### Jogos
A série Xenosaga abrange cinco jogos diferentes em uma única continuidade: os três títulos principais para o PlayStation 2, um spin-off e prequela para dispositivos móveis e uma recriação dos dois primeiros jogos para o Nintendo DS. Cada jogo da trilogia principal tem um subtítulo tirado dos trabalhos do filósofo alemão Friedrich Nietzsche.
- Xenosaga Episode I: Der Wille zur Macht: lançado para PlayStation 2 em 28 de fevereiro de 2002 no Japão[3] e em 25 de fevereiro de 2003 na América do Norte.[4] Uma versão internacional chamada Xenosaga Episode I Reloaded estreou apenas no Japão em 20 de novembro de 2003.[5] O subtítulo foi tirado de A Vontade de Poder, uma coleção de notas de Nietzsche publicadas postumamente.[6]
- Xenosaga Episode II: Jenseits von Gut und Böse: lançado para PlayStation 2 em 24 de junho de 2004 no Japão,[7] em 15 de fevereiro de 2005 na América do Norte[8] e em 28 de outubro de 2005 na Europa.[9] É até hoje o único jogo da série lançado na Europa.[2] Seu subtítulo é tirado de Para Além do Bem e do Mal, um romance filosófico de Nietzsche originalmente publicado em 1886.[10]
- Xenosaga: Pied Piper: lançado para dispositivos móveis Vodafone na forma de três episódios entre julho e outubro de 2004.[11] Uma versão para i-mode estreou em 5 de julho de 2006.[12] O jogo permanece um exclusivo do Japão.[2] Seu subtítulo é tirado da fábula germânica do Flautista de Hamelin.[11]
- Xenosaga I & II: foi lançado para Nintendo DS no Japão em 30 de março de 2006.[1] É uma recriação de Episode I e Episode II com novo estilo artístico, jogabilidade ajustada para uma plataforma portátil e elementos adicionais de história cortadas das versões originais.[13] Assim como Pied Piper, I & II permanece um exclusivo do Japão.[2]
- Xenosaga Episode III: Also Sprach Zarathustra: foi lançado para PlayStation 2 em 6 de julho de 2006 no Japão[14] e em 29 de agosto de 2006 na América do Norte.[15] Foi o último lançamento da série Xenosaga.[1] Seu subtítulo é tirado de Assim Falou Zaratustra, um romance filosófico de Nietzsche originalmente publicado entre 1883 e 1891.[16]

### Outras mídias
Um disco suplementar chamado Xenosaga Freaks foi lançado em 28 de abril de 2004. Ele vinha com um romance visual apresentando vários personagens de Episode I, um minijogo chamado XenoPitten, um dicionário que explicava as terminologias da história e um demo de Episode II. Freaks era parte de um movimento para tornar a série Xenosaga em uma franquia multimídia, com o projeto ficando bem maior do que tinha sido originalmente planejado. Episode I foi adaptado como um mangá por Atsushi Baba e publicado na revista Monthly Comic Zero Sum. Foi mais tarde relançado em três volumes pela Ichijinsha entre 2004 e 2006. Além disso, uma adaptação em anime dos eventos do primeiro jogo, intitulada Xenosaga: The Animation, foi produzida pela Toei Animation. Ela foi transmitida pela TV Asahi entre janeiro e março de 2005. O anime foi depois licenciado e dublado para exibição na América do Norte; originalmente sua licença ficou com a A.D. Vision, mas atualmente os direitos estão com a Funimation.